# Gonomyia secespita
Gonomyia secespita är en tvåvingeart som beskrevs av Alexander 1937. Gonomyia secespita ingår i släktet Gonomyia och familjen småharkrankar. Inga underarter finns listade i Catalogue of Life.